# Одалуфон II
Одалуфон II Алайемор (йоруба Ọbalùfọ̀n Aláyémọrẹ; XIII в.) — 5-й они (правитель) Ифе, города-государства народа йоруба.

## Биография
Сын или внук Одалуфона I. Его имя, по видимому, было Алайемор, а Одалуфон скорее искаженное название титула одалуфе, что означало титул второго по знатности человека в государстве.
По легенде сменив отца, правил непродолжительное время, поскольку передал власть внуку Одудуа,  полумифического основателя государства Ифе  — Ораньяну , вернувшемуся из какого-то путешествия. Наверное, здесь отразился факт изгнания Ораньяна во времена Одалуфона I, поскольку тот как сын Оони Огуна имел большие права на трон. После смерти Одалуфона I Ораньян сверг Одалуфона II. Однако тот смог вернуть себе власть. Но Ораньян бежал из Ифе,утвердившись в государстве Ойо. Об этом свидетельствует упоминание, что Одалуфон II дважды прошёл церемонию коронации.
Одалуфон II сосредоточился на развитии своего государства. Прославился как покровитель искусств, науки и техники. Укрепил государство дипломатическими методами. Также, вероятно первым отказался от захватнической политики. Считается основателем многочисленных городов.
После его смерти трон перешёл к его сыну Айетисе.